# Municipio de Amecameca
El municipio de Amecameca es uno de los 125 municipios del Estado de México, México. Se ubica en el Eje Neovolcánico de México; es un lugar pequeño; forma parte del Estado de México y su cabecera municipal es Amecameca de Juárez. Ésta se halla entre los paralelos 20° 6′ de latitud norte y los 99° 50′ de longitud oeste del meridiano de Greenwich. La altitud de la cabecera del municipio es de 2,440 m s. n. m.
Fue declarado Pueblo con Encanto por el Gobierno del Estado de México, en noviembre del 2008.

## Toponimia
La palabra Amecameca, es una castellanización de la palabra Amaquemecan que proviene del idioma náhuatl. Sus raíces son los vocablos: amatl, que quiere decir papel, queme, que significa señalar o indicar y can, que se traduce como lugar.
Por lo tanto, Amaquemecan significa "el lugar donde los papeles señalan o indican".

## Geografía
Extensión territorial: 189.48 kilómetros cuadrados.
Orografía: Sierra Nevada (México-Puebla-Morelos).
Hidrografía: Ríos Alcalican, Amecameca, Tomacoco y Tlamanalco arroyos Chopanac, Almoloya, Coronilla, Amilpulco, de La Ciénega y de Alcalican. Las afluentes naturales que abastecen de agua a la región, surgen a partir del deshielo de la Sierra Nevada, de montañas como el Iztaccíhuatl y el Popocatépetl. Con la llegada de las lluvias aumentan los niveles de ríos, arroyos y otras cuencas hidrológicas que llegan hasta el Estado de Puebla provenientes del lado Este del volcán Iztaccíhuatl, abasteciendo principalmente a los valles cercanos.
Clima: Templado - semifrío y subhúmedo, con la mayor parte lluvias en verano y otoño.
Temperatura: Máxima de 32 °C y mínima de -8 °C, promedio anual de 14.1 °C.
Precipitación anual: 935.6 milímetros.
Flora: Quintoniles, cuauhquelites, quelite cenizo. Flores, encino y ciprés.
Fauna: teporingo, lagartijas, tizincoyotes, gavilancillo, águilas, lobos y correcaminos.

## Gobierno
Antes de 2011 las administraciones municipales iniciaban el día 18 de agosto del año de las elecciones municipales y concluían  tres años después, el 17 de agosto del año de las elecciones para su renovación. A partir de 2011, tras el decreto número 324 de la legislatura estatal que reformó la Ley Orgánica Municipal del Estado de México, las administraciones municipales inician el 1 de enero del año inmediato
siguiente al de las elecciones municipales y concluyen tres años después, el 31 de diciembre del año de las elecciones para su renovación.
| Presidente municipal                 | Periodo   |
| ------------------------------------ | --------- |
| José Federico Del Valle Miranda Juan | 2000-2003 |
| Rosendo García Rodríguez             | 2003-2006 |
| Juan Manuel Guerrero Gutiérrez       | 2006-2009 |
| Juan Demetrio Sánchez Granados       | 2009-2012 |
| Carlos Santos Amador                 | 2013-2015 |
| Álvaro Carlos Avelar López           | 2016-2018 |
| Miguel Ángel Salomón Cortés          | 2019-2021 |
| Ivette Topete García                 | 2022-2024 |
| Ivette Topete García                 | 2025-     |

## Infraestructura
Calidad de vida en Amecameca de Juárez: Amecameca cuenta con 7299 casas, de los cuales 6982 cuentan con instalaciones sanitarias, 7046 tienen instalación de energía eléctrica. Aproximadamente 1277 tiene por lo menos una computadora y 6926 cuentan con televisión.

## Economía
Amecameca es una región suburbana en crecimiento. Las principales actividades económicas de la región siguen siendo la agricultura y la ganadería, así como el comercio y, recientemente, los servicios turísticos, en particular para alpinistas que buscan ascender a los volcanes. La zona es poco industrial, existiendo hasta hace algunos años una fábrica de maquila de ropa (playeras) y una de procesamiento de harina de trigo.
Agricultura: Maíz, alfalfa, trigo, avena, frijoles, forrajes, verduras, legumbres, frutas.
Ganadería: Porcina, bovina, ovina y equina.
Comercio: Principalmente ubicado en la cabecera municipal con pequeños comercios, como tiendas, abarroterías, tianguistas, tiendas de ropa (boutiques) y transportistas.
La población económicamente activa es aproximadamente del 30%, participando en su mayoría en el sector terciario (49%).

### Turismo

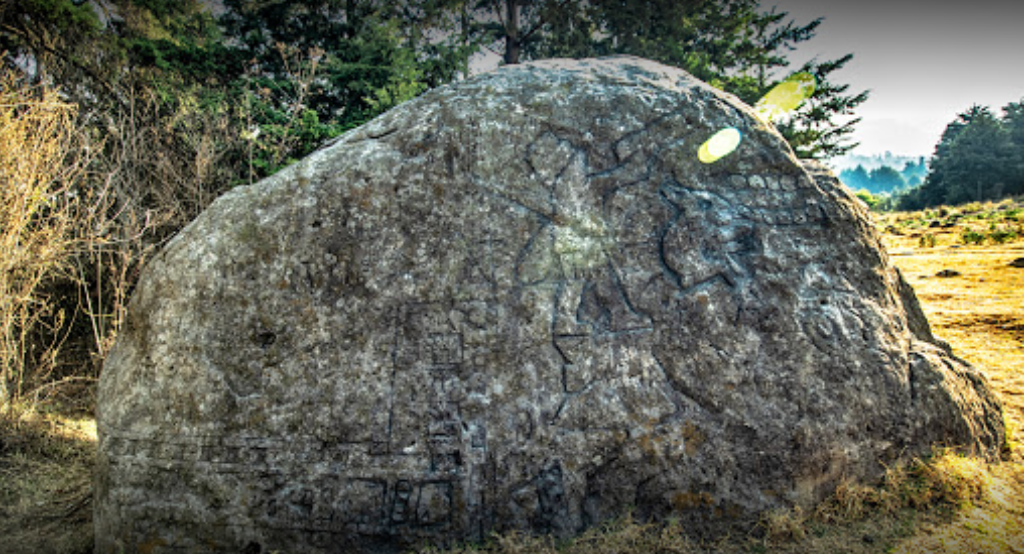
Piedra del Conejo, donde se encuentra parte del calendario Azteca

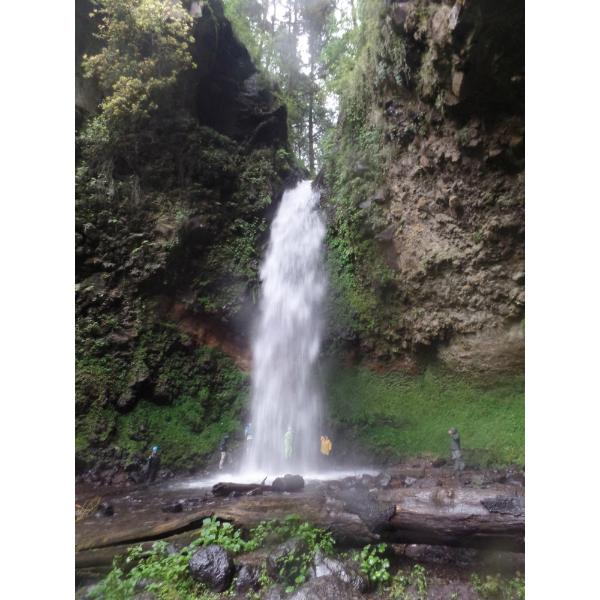
Pequeña cascada ubicada en las faldas del Iztaccíhuatl "El Salto"

- Parque nacional Iztaccíhuatl – Popocatépetl

Fue creado en 1935 y abarca una superficie de 39,820 hectáreas que van desde las faldas del cerro Tláloc hasta las laderas del Popocatépetl. En 2010 fue declarado por la UNESCO como reserva de la biosfera Los Volcanes. El Centro Cultural para la Conservación es el principal punto de encuentro turístico. También cuenta con espacios educativos donde se aprende sobre la Educación para la Conservación. Además se pueden realizar actividades como senderismo, alpinismo, campismo y se dan visitas guiadas.
- Paso de Cortés

El Paso de Cortés es un puerto montañoso a 3600 metros de altura sobre el nivel del mar, ubicado entre los volcanes Popocatépetl e Iztaccíhuatl, en el centro de México. El paso de Cortés se encuentra en el estado de México, en el municipio de Amecameca. El paso adquirió su nombre por el conquistador español Hernán Cortés, quien entró en el valle de México en 1519, buscando la conquista de México-Tenochtitlan, Es un excelente lugar para observar la actividad del volcán Popocatépetl. También es posible apreciar al oriente, el volcán Malintzin (o Malinche) y el Pico de Orizaba, al poniente en el Distrito Federal, el volcán Ajusco, la parte sur del Valle de México y la sierra de las Cruces. Este es un punto de partida para subir tanto al Popocatépetl como al Iztaccíhuatl.
- Piedra del Conejo

Según estudios arqueológicos, dichos basamentos fueron esculpidos en el siglo VII 600 D.C, por los primeros pobladores de llegaron a asentarse y que venían de la familia de los Chichimecas (Totolipanecas y Tecuanipas) Y que hasta el día de hoy su obra sigue ahí.
- Salto del Agua

El Salto como muchos Amecamequenses le llaman a un sistema de ríos que se encuentran a las faldas del Iztaccíhuatl en el que se pueden encontrar desde "La Castañeda" La cual en sus principios fue un Manicomio inaugurado por en aquellos tiempos Porfirio Díaz y duró siendo el Manicomio hasta el 29 de junio de 1968 día en que Gustavo Díaz Ordaz mandó a demoler y pasar piedra por piedra hasta el municipio de Amecameca donde finalmente se quedaría, la fachada ha sido usada por varias series o películas. O igual la cascada del Salto una pequeña cascada de la que cae agua pura del deshielo del Iztaccíhuatl.

## Demografía
Actualmente el municipio cuenta con 53,441 habitantes, de los cuales 27,314 son mujeres (51.11%) y 26,127 son hombres (48.88%). El idioma más hablado es el español, el náhuatl es la lengua indígena más hablada en Amecameca, solo personas de edad avanzada conservan el idioma. La religión predominante en Amecameca es la Cristiana católica con 48,512 creyentes equivalente al 90.77% de la población del municipio.

### Localidades
| Localidad                | Población |
| Total Municipio          | 53,441    |
| Amecameca de Juárez      | 34,273    |
| San Pedro Nexapa         | 5,025     |
| Santiago Cuauhtenco      | 1,084     |
| San Antonio Zoyatzingo   | 3,081     |
| Santa Isabel Chalma      | 2,402     |
| San Diego Huehuecalco    | 1,978     |
| San Francisco Zentlalpan | 4,549     |
| San Juan Grande          | 713       |
| Aldea de los Reyes       | 336       |

### Educación
Alfabetismo: 25,579 habitantes alfabetas y 1,548 analfabetas.

## Colindancias
Colinda al norte con Tlalmanalco, al sur con los municipios de Atlautla y Tepetlixpa, al este con los municipios de Calpan, San Nicolás de los Ranchos y Nealtican del Estado de Puebla y al oeste con el municipio de Ayapango.

## Cultura y patrimonio

### Arquitectura
- Hacienda de Panoaya y Museo Sor Juana Inés de la Cruz

La Hacienda Panoaya fue el lugar en el que Sor Juana Inés de la Cruz vivió de los 3 a los 8 años de edad (1651 a 1656). En la Hacienda se encuentra un pequeño lago para remar, juegos infantiles, tirolesa, restaurante, hotel y un área de venados, llamas, un dromedario y muchos más animales y lo mejor es que todos pueden comer de tu mano. La Tirolesa Alpina, en la que volarás 200 metros desde 12 metros de altura. La Alberca, El Lago, El Aviario con cientos de pajaritos que comerán de tu mano. El emocionante Espectáculo de Águilas, Serpientes y Felinos con animales fabulosos y un cachorro de jaguar con los que te podrás tomar una fotografía, Además, muchas otras interesantes y divertidas atracciones.
En el Museo se puede admirar una interesante colección de pinturas al óleo y otros personajes de la época. Como dato curioso: en el reverso del billete de 200 pesos se encuentra la vista del patio de la Hacienda.
- Monasterio Dominico del Siglo XVI

El convento de la Asunción se empezó a construir en 1554 y se llevaron casi 10 años en terminar la obra, sin embargo el techo de madera fue retirado debido a una remodelación en 1714. Tiene un estilo Minierista, que es la transición entre la arquitectura renacentista y la barroca.
- Santuario Sacromonte

El santuario es un complejo de capillas, escalinatas y otras estructuras compuestas. Este sitio era un espacio sagrado en tiempos prehispánicos, en la cima se encuentra una cueva en donde se adoraba al dios Tezcatlipoca. Posteriormente, Fray Martín de Valencia y los demás franciscanos evangelizaron el lugar. En 1527 elaboraron un Cristo negro hecho en pasta de caña de maíz que pesa aproximadamente 3 kilos. La leyenda dice que la imagen del Cristo fue llevada por una mula en un cajón.
- Tomacoco

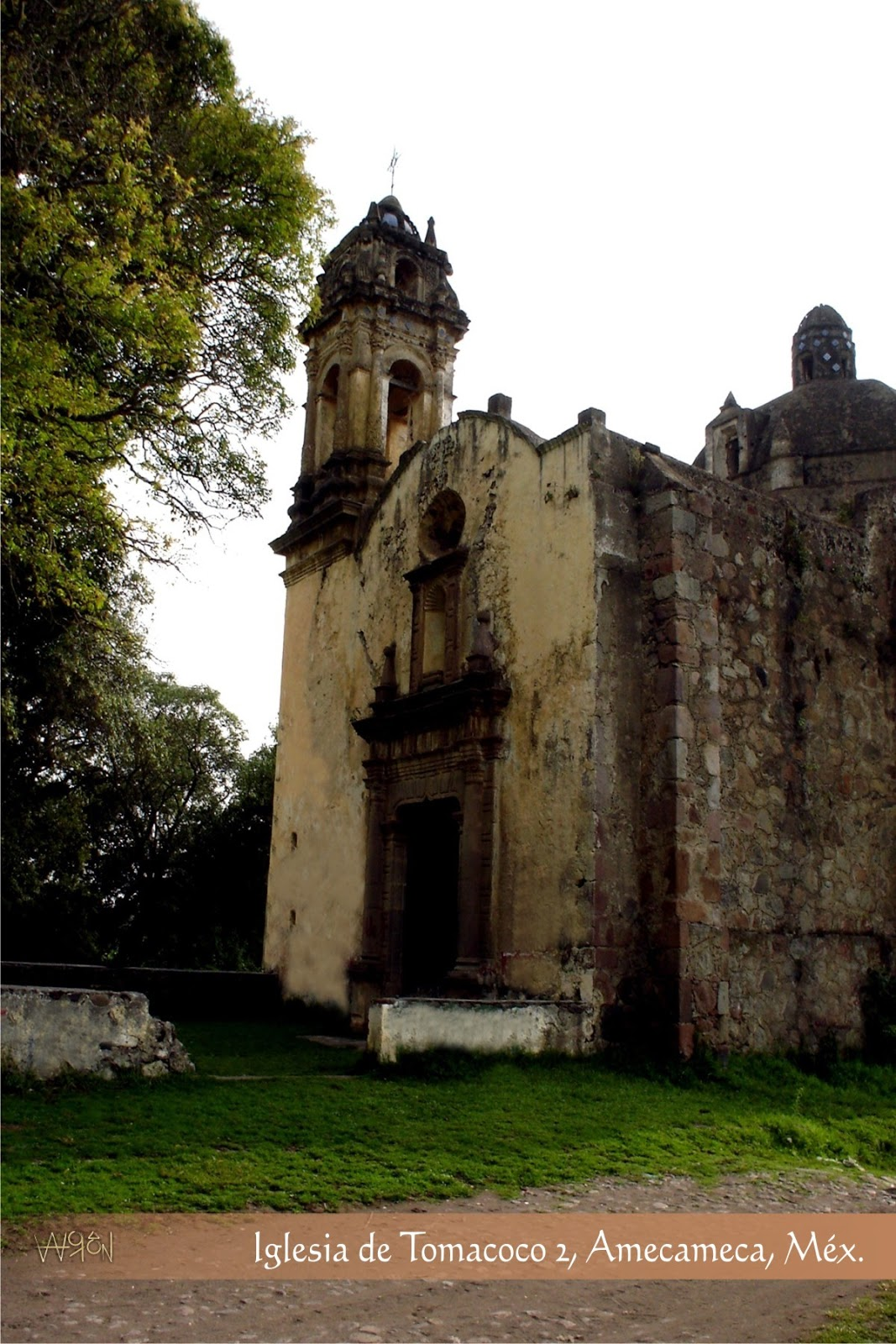
Capilla abandonada, Tomacoco

La Exhacienda de Tomacoco ha pertenecido a varios dueños desde tiempos de la revolución, hoy en día la iglesia abandonada nos da una idea de lo que pasó ahí, tesoros encontrados en el lugar desde un monolito de un hombre decapitado encima de un jaguar que al día de hoy no se sabe su ubicación, o la piedra del conejo también cerca de ahí aparte de que en tiempos revolucionarios fue utilizado como cuartel del ejército y con el Porfiriato llegó el Ferrocarril a la zona y que hasta nuestros días se siguen viendo algunos tramos de vía en la zona.

### Pintura
Arte (pinturas rupestres): Estas se encuentran en las barracas de Patlahuaya y Huahutle, en el municipio de Atlautla. Están situadas cerca de los volcanes Popocatépetl e Iztaccíhuatl, conocido como Tecamacapa, en este lugar entre la majestuosidad del paisaje y las enormes formaciones de roca en las cuales se pueden apreciar diversas pinturas rupestres como figuras de animales, soles y otros símbolos extraños y misteriosos.
Cerca de esta población se encuentra San Juan Tepecoculco donde se encontraron pinturas muy parecidas a las de Tecamacapa.

### Fiestas
- Miércoles de Ceniza: Día del Señor del Sacromonte.
- Segunda semana de mayo: Fiesta en honor a San Antonino Arzobispo de Florencia (fiesta oficial 10 de mayo), patrono de la comunidad de Zoyatzingo.
- 15 de agosto: Día de la Asunción, patrona de Amecameca.
- Agosto: Feria de la Nuez.   https://web.archive.org/web/20130922050246/http://www.feriadelanuez.com/
- Festival de las Luciérnagas: del 21 al 23 de julio, festival cultural y natural.[9]
- Feria del Hongo Silvestre: del 30 al 31 de julio.[10]
- [9]

### Espacios Culturales
El municipio de Amecameca cuenta con distintas bibliotecas públicas, donde los habitantes pueden tener acceso gratuito al acervo bibliográfico de la misma:
•Domingo Vivero Rodríguez
•Primero Sueño (ISSSTE n.º 8).
De mismo modo en el municipio se pueden encontrar una variedad de museos, tanto con exposiciones permanentes, como por tiempo límite:
•Museo de Historia Natural, Casa del Pueblo
•Museo de Sor Juana Inés de la Cruz
•Museo Internacional de los Volcanes

### Construcciones Históricas
Amanalco cuenta con construcciones y edificaciones históricas que distinguen al municipio:
•Jardín de los Leones
•Arco de San Sebastián de Aparicio
•Piedra del Conejo 
•Parroquia de Nuestra Señora de la Asunción 
•Santuario del Señor del Sacromonte.

## Cómo llegar
Desde Toluca
Llegar a Lerma pasando por La Marquesa, dirigirse a la Ciudad de México por Constituyentes, hacia el Periférico, recorrer Mixcoac y Circuito Interior hacia Churubusco, llegar a Calzada Ermita Iztapalapa que entronca con Santa Martha Acatitla, autopista a Puebla hasta la desviación a Chalco, seguir por la carretera Federal hasta Amecameca.
Desde la Ciudad de México
Llegar al Blvd. Puerto Aéreo hasta la Calzada Ignacio Zaragoza, pasar Canal de San Juan y Santa Martha Acatitla. Dirigirse por la autopista a Puebla hasta la desviación a Chalco, recorriendo por la carretera Federal hasta Amecameca.
Desde Guerrero
De Chilpancingo dirigirse hacia Tequesquitengo, pasar por el entronque del mismo nombre hacia Galeana, recorrer hasta Cuautla y tomar desviación hacia Amecameca.
Desde Hidalgo
De Pachuca recorrer hacia El Dorado en el entronque de San Cristóbal tomar hacia San Cristóbal Ecatepec, en el entronque Los Reyes hacia C. Mexiquense desviarse a Periférico, pasando el entronque de Aragón y Av. 602 hasta Calzada Ignacio Zaragoza, recorrer la autopista a Puebla hasta la desviación a Chalco, siguiendo por la carretera Federal hasta Amecameca.
Desde Michoacán
Desde Morelia recorriendo a Tarímbaro, pasar por los entronques de Morelia, Maravatío y Contepec, en el entronque San Juanico tomar hacia Atlacomulco y hasta Toluca siguiendo hacia la Ciudad de México. Una vez allí, tomar Av. Constituyentes, desviarse en Periférico pasando Mixcoac y Circuito Interior, llegar a Calzada Ermita Iztapalapa hacia Santa Martha Acatitla, siguiendo por la Calzada Ignacio Zaragoza, autopista a Puebla hasta la desviación a Chalco, continuar por la carretera Federal hasta llegar a Amecameca.